# شهرستان نات (کنتاکی)
شهرستان نات، کنتاکی (به انگلیسی: Knott County, Kentucky) یک سکونتگاه مسکونی در ایالات متحده آمریکا است که در کنتاکی واقع شده‌است.

## خصوصیات
شهرستان نات ۹۱۴٫۲۷ کیلومترمربع مساحت دارد.